# 로빈 셔우드
로빈 셔우드(영어: Robin Sherwood, 1952년 1월 24일 ~ )는 미국의 배우이다. 찰리 브론슨 주연의 영화 《데스 위시 2》에서 캐럴 켈시 역으로 출연했다.
마이애미비치에서 태어났다.

## 영화
- 데스 위시 2 (1981년)
- 필사의 추적 (1981년)
- 투어리스트 트랩 (1979년)